# Escut de Togo
L'escut de Togo, més aviat un emblema que no un escut heràldic, fou adoptat oficialment el 14 de març de 1962 i ratificat el 2008.
Es tracta d'un escut oval d'argent amb bordura de sinople, amb dos lleons adossats de gules, armats i lampassats del mateix color, que aguanten cadascun un arc i una fletxa de sable. Entre un lleó i l'altre, a la part central, hi ha un escut tradicional d'or en forma d'oval dentelat, carregat amb les lletres RT majúscules de sable, inicials del nom oficial de l'estat en francès: République Togolaise ('República Togolesa'). De la part superior de l'escut surten dues banderes estatals. Al capdamunt, timbra l'escut una cinta d'argent amb el lema nacional en francès: TRAVAIL – LIBERTÉ – PATRIE ('Treball – Llibertat – Pàtria').
Segons la Constitució de Togo, «els dos joves lleons representen el coratge del poble togolès. Porten un arc i una fletxa, mitjà de combat tradicional, per mostrar que la veritable llibertat del poble togolès és a les seves mans i que la seva força resideix abans que res en les seves pròpies tradicions. Els lleons drets i adossats expressen la vigilància del poble togolès per mantenir la seva independència, de llevant a ponent» (títol I, article 3).
Després de la Conferència Nacional del 1991, van proliferar diverses versions de l'escut, fins i tot dins del govern mateix. El juny del 2008, però, una sentència del Tribunal Constitucional togolès va aclarir quina era la variant correcta.